# Église Saint-Barthélemy de Torcy-en-Valois
L'église Saint-Barthélemy est une église située à Torcy-en-Valois, en France.

## Localisation
L'église est située sur la commune de Torcy-en-Valois, dans le département de l'Aisne.

## Historique
Le monument est classé au titre des monuments historiques en 1920.